# 日本モルック協会
一般社団法人日本モルック協会（にほんモルックきょうかい、英語: Japan Mölkky Association / 略称: JMA） は、モルックを通じた国際交流を目的に、八ツ賀秀一を中心とする有志によって設立された、日本の競技団体である。

## 沿革
2008年、八ツ賀がフィンランド・ヘルシンキ在住時にモルックを始め、2010年には日本人チーム「Wasabi」として世界大会に初出場した。これが日本勢初の世界大会参戦であり、その後もJMAとして毎年参加を継続している。
2024年には、ヨーロッパ外で初めてとなるモルック世界大会が北海道・函館で開催され、15の国・地域から約3200人（643チーム）が参加する過去最大規模の大会となった。

## 公式大会など
協会公式ウェブサイトの「大会情報」も参照。
- モルック日本大会
- モルックジャパンオープン
- 2024モルック世界大会in函館

## 公式アンバサダー
2024年現在、以下の人物・グループが就任している。
- 森田哲矢（お笑い芸人、さらば青春の光）：2021年6月就任[6]
- 植田圭輔（俳優）：2021年6月就任[6]
- みなみかわ（お笑い芸人）：2022年11月就任[7]
- カナイ（お笑い芸人）：2022年11月就任[7]
- ノーラ・シロラ：2023年5月就任[8]
- 田中亜土夢（サッカー選手）：2022年8月就任[9]
- 溜口佑太朗（お笑い芸人、ラブレターズ）：2023年12月就任[10]
- 虹のコンキスタドール（アイドルグループ）：2023年10月就任[11]